# Черквето (Мачерата)
Черквето (итал. Cerqueto) насеље је у Италији у округу Мачерата, региону Марке.
Према процени из 2011. у насељу је живело 30 становника. Насеље се налази на надморској висини од 529 м.